# Théorie critique de la race
La théorie critique de la race (en anglais critical race theory) est un courant de recherche et un cadre de lecture axés sur l'application de la théorie critique,, aux relations entre la race, la loi, et le pouvoir et les médias,, visant à expliquer les inégalités raciales. Elle est née d’une rencontre entre le champ de la réflexion universitaire en sciences humaines et l’action pour les droits humains.
Elle interprète la notion de race comme construction socio-juridique et socio-politique, ce qui en fait un courant constructiviste, et critique notamment l’égalitarisme ignorant la couleur (en anglais « colorblind » - daltonisme racial en français), qui soutient que pour réaliser la justice sociale, il faudrait ne tenir aucun compte des distinctions raciales. Ainsi, les théories critiques de la race opèrent un déplacement de l’attention prêtée aux préjugés et attitudes intentionnellement racistes, vers des processus sociaux considérés comme créateurs d’un racisme inscrit dans les relations et pratiques sociales, qui dépasseraient les volontés individuelles.
En 1995, les universitaires travaillant dans ce courant s'accordent sur deux choses : premièrement, le suprémacisme blanc et le pouvoir « racial » se maintiendraient à travers le temps, en partie grâce aux lois mises en place ; deuxièmement, il serait possible de changer les relations entre la loi et le pouvoir dit « racial » et, plus généralement, de poursuivre un projet d'émancipation « raciale ».

## Histoire
Apparue dans les écoles de droit des États-Unis au milieu des années 1980, la critical race theory naît dans le sillage des critical legal studies (CLS),. Des professeurs de droit comme Derrick Bell (en), Alan Freeman et Richard Delgado (en) émettent le constat que, malgré une législation permettant de garantir l'égalité formelle, de considérables inégalités de fait continuaient à caractériser les relations « raciales » au sein de la société américaine des années 1970. Dans une perspective combinée de recherche académique et d'action pour les droits humains, ces universitaires commencent à interroger les principes libéraux, méritocratiques et prétendument colour-blind (« aveugle vis-à-vis de la couleur »). Selon ces chercheurs, ces principes confortent aux États-Unis des rapports de pouvoir établis en faveur de la population blanche, sans nécessairement s'appuyer sur des idéologies racistes ou des comportements intentionnels. Ce courant de pensée prend en point de mire des dimensions du racisme vues comme structurelles et inscrites dans le fonctionnement sociétal, au sein des institutions (juridiques, éducatives, administratives, policières, etc.) et dans ce qui sont dénommées des « micro-agressions » au cours des interactions sociales quotidiennes. Par la suite, l'approche a influencé d'autres disciplines, qui ont à leur tour inspiré le développement des théories critiques.

## Critiques

### Critiques académiques
Les professeurs de droit Daniel A. Farber et Suzanna Sherry soutiennent que la théorie critique de la race manque de preuves, repose sur une croyance invraisemblable selon laquelle la réalité est socialement construite et rejette les preuves au profit des récits, la vérité et le mérite en tant qu'expressions de la domination politique ainsi que le rule of law. Farber et Sherry affirment en outre que l'idée défendue par la théorie critique de la race, le féminisme radical et les études juridiques critiques, selon laquelle le mérite serait une construction sociale conçue pour maintenir le pouvoir de groupes dominants, peut sans que cela soit intentionnel conduire à des implications antisémites et anti-asiatiques,. En particulier, ils estiment que la réussite des Juifs et des Asiatiques dans ce que les partisans de la théorie critique de la race considèrent comme un système structurellement injuste peut se prêter à des allégations de tricherie, de prise d'avantage ou d'autres allégations de ce type. Une série de réponses à Farber et Sherry sur cette question a été publiée dans la Harvard Law Review. Ces réponses soutiennent qu'il y a une différence entre critiquer un système injuste et critiquer les individus qui sont performants dans ce système,.
Dans un article paru en 1997 dans la Boston College Law Review, Jeffrey Pyle a soutenu que la critical race theory sapait la confiance dans l'État de droit, écrivant que « les théoriciens critiques de la race attaquent les fondements mêmes de l'ordre juridique libéral, notamment la théorie de l'égalité, le raisonnement juridique, le rationalisme du siècle des Lumières et les principes neutres du droit constitutionnel ».
Le juge Richard Posner, de la Cour d'appel du septième circuit, a soutenu en 1997 que la théorie critique de la race « tourne le dos à la tradition occidentale de l'enquête rationnelle, délaissant l'analyse pour la narration », et qu'« en répudiant l'argumentation raisonnée, [les théoriciens critiques de la race] renforcent les stéréotypes sur les capacités intellectuelles des non-Blancs ». L'ancien juge Alex Kozinski, qui a siégé à la cour d'appel du neuvième circuit, a critiqué en 1997 les théoriciens de la critique raciale, leur reprochant de dresser des « barrières insurmontables à la compréhension mutuelle » et d'éliminer ainsi les possibilités de « dialogue constructif ».

### Critiques politiques
La critical race theory a suscité la controverse aux États-Unis depuis les années 1980 pour sa critique du daltonisme racial, la promotion de l'utilisation de la narration dans les études juridiques, le plaidoyer pour l'utilisation de « l'instrumentalisme juridique » par opposition aux utilisations idéales de la loi, l'analyse de la Constitution des États-Unis et de la loi existante comme construites en fonction du pouvoir racial et le perpétuant, et l'encouragement des juristes à promouvoir l'équité raciale.
La défense de l'avocat Johnnie Cochran Jr dans l'affaire de meurtre d'O. J. Simpson est un exemple d'approche instrumentaliste. Cochran a exhorté le jury à acquitter Simpson en dépit des preuves qui pesaient contre lui, dans une forme d'annulation de la décision du jury, pour se venger du passé raciste des États-Unis[source insuffisante].

## Interdictions de recherches ou d'enseignement
En septembre 2020, après des révélations sur des formations à la diversité (en) données à des fonctionnaires des agences fédérales des États-Unis, dont le contenu, avec un concept tel que le « privilège blanc », est assimilé de façon controversée à la théorie critique de la race, le président Donald Trump ordonne aux agences de cesser d'utiliser de l'argent public pour financer des programmes où il est affirmé, selon lui, que les États-Unis sont un pays raciste ou mauvais par essence, ou qu'une race ou ethnie est raciste ou mauvaise par essence, ces programmes étant qualifiés de « propagande anti-américaine, qui divise » et de « racistes ». 
En 2020 également, une proposition de loi est soumise au gouverneur de Californie, Gavin Newsom, avec pour objectif de rendre les cours d'ethnic studies obligatoires dans tous les lycées publics de l'État. Ce texte de plus de 500 pages, largement influencé par la « théorie critique de la race », décrit la mission du cursus pour lycéens de la façon suivante : « critiquer l'empire et sa relation à la suprématie blanche, au racisme, au patriarcat, au capitalisme […], défier les croyances impérialistes et coloniales hégémoniques ». Le contenu est jugé tellement orienté idéologiquement que Newsom met son véto en septembre 2020, le Los Angeles Times regrettant, dans un éditorial, que « ce cursus tente d'imposer des points de vue politiques prédigérés plutôt que d'aider les élèves à élargir leurs horizons ». La seconde et la troisième version proposée de cette loi liée à la théorie critique de la race, sont toutes aussi controversées.
Début 2021, des projets de loi sont introduits dans un certain nombre de législatures d'État des États-Unis contrôlées par les républicains afin de restreindre l'enseignement de cette théorie dans les écoles publiques. Plusieurs de ces projets de loi mentionnent spécifiquement la « critical race theory » ou désignent le projet 1619 du New York Times Magazine. À la mi-avril 2021, un projet de loi est ainsi introduit dans la législature de l'Idaho, qui interdirait effectivement à toute entité éducative (y compris les districts scolaires, les écoles publiques à charte et les établissements publics d'enseignement supérieur) de l'État d'enseigner ou de prôner le « sectarisme », notamment la théorie critique de la race ou d'autres programmes impliquant la justice sociale. Le projet de loi est promulgué le 4 mai 2021 par le gouverneur Brad Little. Le 10 juin 2021, le Conseil de l'éducation de l'État de Floride vote à l'unanimité pour interdire aux écoles publiques d'enseigner la théorie critique de la race, à l'instigation du gouverneur Ron DeSantis. En juin 2021, huit États américains avaient adopté des lois interdisant l'enseignement de la théorie critique de la race et neuf autres étaient en voie de le faire.
En 2025 le président Donald Trump signe un décret qui interdit le financement des établissements scolaires publics qui enseigneraient cette théorie.